# Rapu-Rapu Island
Rapu-Rapu Island ist eine philippinische Insel in der Provinz Albay. Sie liegt etwa 23 km vor der Küste der Bicol-Halbinsel und trennt zusammen mit Cagraray-, Guinangayan-, Batan Island den Golf von Lagonoy vom Golf von Albay in der westlichen Philippinensee. Rapu-Rapu Island wird von der gleichnamigen Großraumgemeinde Rapu-Rapu aus verwaltet. Auf der Insel liegen 13 Barangays der Gemeinde, diese werden als dörflich beschrieben und hatten 2007 eine Einwohnerzahl von 12.107 Personen. Die Bevölkerung lebt hauptsächlich vom Fischfang, in den Küstenebenen finden sich auch kleinere landwirtschaftlich genutzte Flächen. Im Barangay Malobalo, im Osten der Insel, wird seit 1936 ein Goldbergwerk betrieben. Dieses stößt bei der örtlichen Bevölkerung auf wenig Akzeptanz und ist Auslöser für Bürgerproteste.
Die Insel hat die Form einer Linse, die West-Ost-Richtung ausgerichtet ist. Die Topografie der Insel ist gekennzeichnet durch ein gebirgiges Terrain, das im Inselinneren am Mount Binanderahan bis auf 600 Meter über dem Meeresspiegel ansteigt. Die Küstenlinie der etwa 21 km langen und ca. 9 km breiten Insel wird durch Sand-, Kiesstrände und Basaltsteinformationen geprägt. Der Pflanzenwuchs der Insel besteht aus einer dichten tropischen Regenwaldvegetation, die einen sehr ursprünglichen Charakter hat. Auf der Insel lassen sich zahlreiche Arten der philippinischen Flora und Fauna beobachten, wie Flughunde, zahlreiche Vogelarten, Insekten und Schlangen.
Fährverbindungen zur Insel besteht vom Hafen in Legazpi City und Sorsogon City aus. Die Überfahrt dauert ca. 45 Minuten bis eine Stunde.